# 陆地 (作家)
陆地（1918年11月18日—2010年8月7日），本名陈克惠，男，壮族，广西扶绥人，中国当代作家。曾任广西作家协会主席，中国文学艺术界联合会委员，第三、四届全国政协委员。写有《美丽的南方》、《瀑布》等长篇小说，被视为壮族新文学的代表人物之一。

## 生平
陆地出生在广西省绥绿县（今扶绥县的一部分）东门乡岜等村的一个岩洞。当地本来壮、汉不分，民族成分开始确认为汉族，后由于会讲壮语改为壮族。其父系家谱记载祖先是由海南地方迁来。曾祖父与同乡避太平天国之乱迁到县城附近的岩洞，建起新村。
陆地的祖父在世时家境殷实，后来家道中落，其父经常外出避债。陆地有四个哥哥、两个姐姐，其中二哥曾经从军，喜欢文化，常给他寄新书，其中包括《鲁宾逊漂流记》、《天方夜谭》等。陆地1925年开始上初小，后升入县立第三高级小学，接触到了鲁迅、郁达夫、张恨水、苏曼殊等人的作品。15岁父亲逝世，由二哥资助得以进入广州私立桂培学校和省立第一师范就读。
1937年，在广州《民国日报》发表首篇散文《期考的前夜》，批评当时的会考制度。抗日战争爆发后，回广西报考参军，没能如愿。1938年考入广西合作人员训练所，同年8月下旬离开广州，10月初到达延安。他先是进了抗日军政大学理论研究班，后又加入中国共产党。1939年考入鲁迅艺术文学院文学系学习，在此间接触了契诃夫、屠格涅夫等人作品，并以陆地为笔名写了小说反映广西农村现状的《乡间》，发表于《大公报》桂林版。
1939年，中共在延安发动大生产运动，陆地在周扬主编的《文艺战线》杂志上发表了中篇《从春到秋》，没印出就被国民党查禁，但陆地因此文得以留校成为教员。1940年下半年，他参加了八路军的百团大战，写出短篇《落伍者》。1943年3月成为《部队生活报》的编辑和特派记者。1946年随军到沈阳，1949年8月成为《东北日报》副刊编辑组长。此间他参加了土地改革运动，写了短篇集《北方》、中篇《生死斗争》，短篇小说《旗》被译为俄文。
1949年9月，陆地所在的部队南下占领广州。梧州被攻克后，任梧州市委宣传部长、《建设日报》社长。次年调广西省委任宣传处处长，参与筹备广西文联。1951年与胡绳、艾青、田汉等在南宁郊区住了半年，体验生活。1952年11月调往中央宣传部，并开始动笔写《美丽的南方》。不过之后几年大部分时间耗在了行政事务上。1959年《美丽的南方》终于成书，并于1960年由作家出版社出版。
1960年赴韦拔群故乡东兰，与广西话剧团成员一起将话剧《红河赤卫队》改编为八场话剧《叱咤风云》，但未能上演。次年9月因病住院，开始了一年半的疗养。出院后创作了长篇小说《瀑布》和一系列短篇小说。1966年文化大革命开始后，被打成广西的文艺黑线代表，划为“反革命修正主义分子”，《美丽的南方》等被说成“反党反社会主义大毒草”，丧失了发表作品的权利。1973年恢复工作。
1978年后，陆地得以重新修改《瀑布》初稿，3年后该书获全国少数民族文学创作长篇小说一等奖。1982年，出版了论文集《创作余谈》。同年退休。1996年后继任中国作协第五届代表大会顾问、广西文联、广西作协名誉主席等职。2003年，以他名字命名的“陆地文艺创作奖”在南宁设立。

## 创作
发表于《谷雨》杂志的《落伍者》是他早期的重要作品，写的是知识分子在大生产运动中的遭遇。短篇小说《乡间》、《参加“八路”来了》、《钱》、《叶红》、《大家庭》、《还乡》、中篇小说《钢铁的心》也是他四十年代的作品，收入1979年出版的小说集《故人》。这些作品主要描写八路军战士和群众，塑造了王励本、老程头这样的战士和工人的形象，然而艺术上还不成熟。
1954年，陆地写出了首篇反映农村生活的短篇小说《一对夫妻》，以一对夫妻的决裂表现历史的前进。1962年的《故人》则讲述一对青年知识分子黎尊民和李冰如，试图在动乱的年代里建立一个温馨的家庭，终于被吞噬，风格上与四十年代的创作类似，但更加成熟。
1959年完成的《美丽的南方》描写了在中共占领全国后的广西边陲民族地区所进行的土改。作者一方面在历史和时代内容方面进行开掘，一方面展示了家庭的变迁。小说中描写了各色人物，包括有着“五十年代精神”、不无娇气但能吃苦耐劳、不无幼稚之处却无私地贡献出自己的一切的激进知识分子傅全昭，把生命献给了人民的冯辛伯，一开始是娇小姐、后来走出个人感情的杨眉，画宣传壁画的中年画家钱江冷，副教授徐图，诗人丁牧，老年的法学教授黄何白等主要人物，以及苏民、梁正、赵佩珍、何其乡等次要形象。
经过了文革时期长期沉默，陆地推出了四卷本长篇小说《瀑布》，小说从1915年春夏之交叙述至1931年冬，讲述了从反对袁世凯到苏维埃政府建立前后16年的历史。主人公韦步平从小就有一颗好“为不平”的心，原为书生，后来从军。他从拜把兄第到风雨结社、从“法专”到“讲武堂”，从“护法”到“靖国”、从想要出国到下乡团结组织工农起来革命的“三二会”，终于走向革命。书中其他典型人物还有有进取心、正义感，但孤僻清高、优柔寡断、软弱无能的知识分子凌云青，单纯、善良、有热情、有同情心但屈从权势的小家碧玉桂品微。对王光宗这一形象则以脸谱化的手法写其虚伪、浅薄、势利。小说中的风景描写亦独具特色。书中也存在着人物场景有时流于一般化的缺点。陆地在改革开放时期的还著有短篇小说《牙科大夫》、《一顶草帽》、散文《对哈尔滨的回忆》、以及综合文集《青春独白》（1984）、《劫后余灰》（1998）、中篇小说《浪漫的诱惑》（2002）等。